# Charles II de Amboise de Chaumont

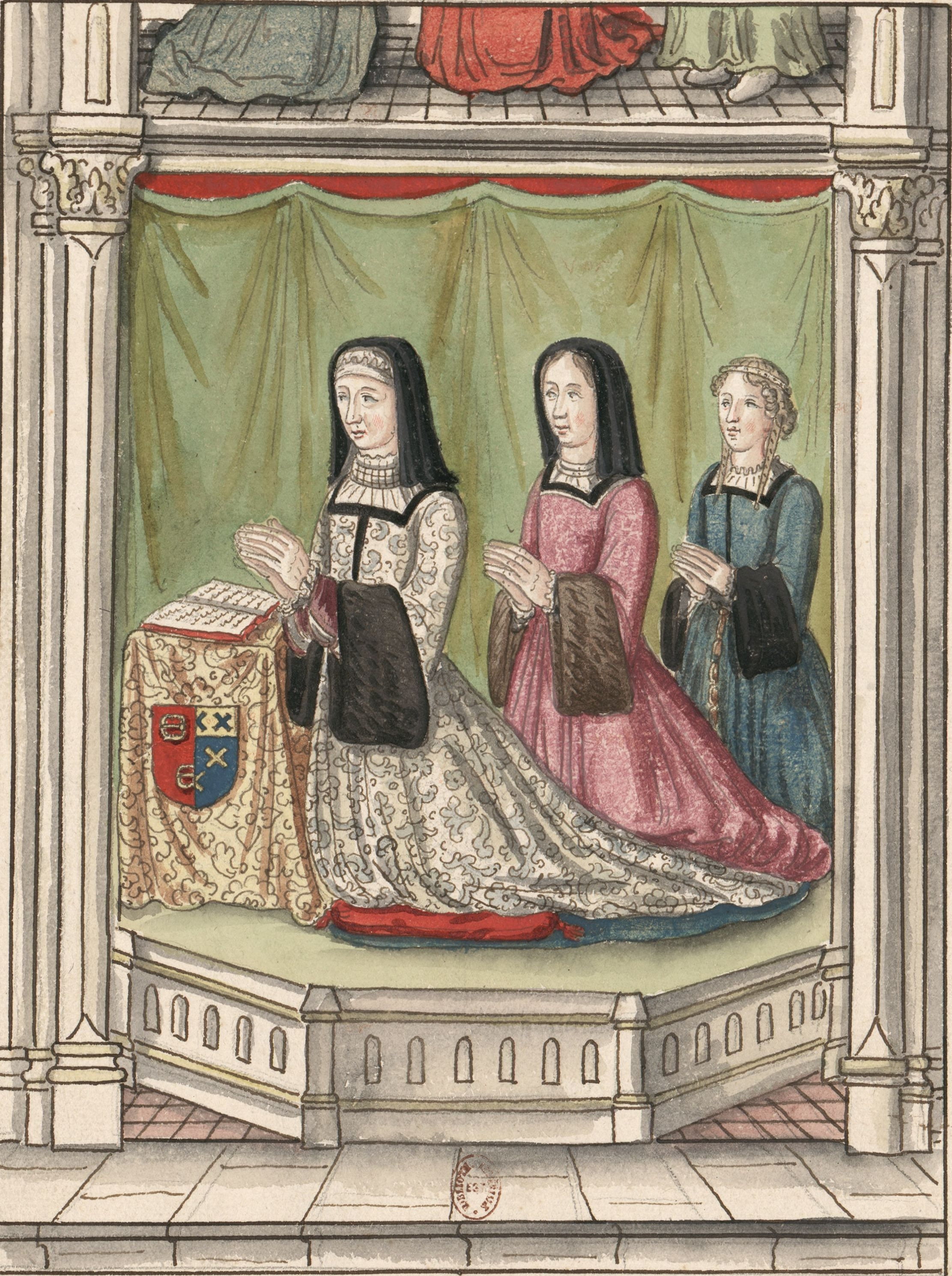
Vitral los Célestins de Rouen en el que están representadas su mujer, y en primer plano su suegra y luego su cuñada.

Escudo de armas de Charles II de Amboise.

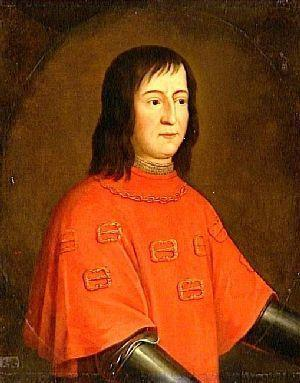
Luis Malet de Graville, suegro de Carlos II de Amboise.

Carlos II de Amboise de Chaumont (1473 - 11 de febrero de 1511), señor de Chaumont, de Meillant y de Charenton, caballero de la Orden del Rey, fue de manera sucesiva gran maestro, mariscal y almirante de Francia el 1502, 1504 y 1508.

## Primeros años de vida
Carlos II, fue hijo de Carlos I de Amboise, gobernador de la Champaña y de Borgoña, favorito de Luis XI de Francia y el hermano de Catherine de Amboise, señora de Lignières. Era también el sobrino de Georges d'Amboise, cardenal y primer ministro del rey Luis XII de Francia.

## Vida pública
Fue gobernador de la ciudad de París, del ducado de Milán, del señorío de Génova y de la provincia de Normandía. Teniente General en Lombardía el 1501, y posteriormente virrey de Lombardía. Asistió a la entrada solemne de Luis XII de Francia en la ciudad de Génova el 26 de agosto de 1502. El 1504, fue nombrado mariscal de Francia. El 1508, Luis Malet de Graville, su suegro, le cede su cargo de almirante de Francia.
El 1506, hace venir a Milán Leonardo da Vinci a quien tenía en gran estima. De 1507 a 1508, Leonardo pintará magníficas obras como "La Virgen de las Rocas" y "Santa Ana", pero además, realizó por cuenta de Charles II de Amboise trabajos de hidráulica, estatuas, e incluso los planos del su nuevo palacio. El primer cuadro realizado por Leonardo da Vinci, (entre 1478 y 1482) "La Madona Benois", actualmente en el museo de San Petersburgo, fue propiedad de Carlos II de Amboise y lleva todavía el escudo de armas de Carlos II 'Amboise sobre su marco de origen.
Carlos II de Amboise reprimió la revuelta de los Genoveses el 1507. Mandó durante la Guerra de la Liga de Cambrai la vanguardia del ejército del rey a la batalla de Agnadello el 14 de mayo de 1509 y tomó varias plazas en la República de Venecia,.

## Fallecimiento
Murió en Correggio en Lombardía en febrero de 1511, a la edad de 38 años y fue inhumado en la capilla de los Franciscanos de Amboise. Su tumba en el convento de los Cordeliers de Amboise es en cobre esmaltado.

La muerte lo tomó un poco demasiado pronto, "escribió un columnista de" Jean de Authon "porque era un buen hombre toda su vida, un sabio, virtuoso y sabio señor de la vigilancia y buen entendedor de los negocios (de estado).

Con su esposa Jeanne Malet de Graville, hija de Luis Malet de Graville tuvo un hijo, Georges (1503-1525), muerto en la batalla de Pavía. Tuvo también un hijo natural, Michel de Amboise, nacido en Nápoles el 1503. Este hijo ilegítimo, Michael, es el origen de la familia de Amboise que ha perdurado hasta hoy día.
Lleva dos figuras de caballeros grabadas encima: una de ellas lleva el ancla de almirante. Existe un dibujo a pluma de Gaignières de esta tumba de Charles d'Amboise, señor de Chaumont, gran maestro y almirante de Francia, (muerto en 1511), y de su hijo, Georges d'Amboise, muerto en Pavía, en 1525. Su retrato que se atribuía a Leonardo da Vinci, pero luego lo ha sido en Andrea Solario, se encuentra ante la "Mona Lisa" en el Museo del Louvre en París.